# Липовая Роща (Ивановская область)
Ли́повая Ро́ща — село в Гаврилово-Посадском районе Ивановской области, входит в Петровское городское поселение.

## География
Расположено в 2 км к западу от пгт Петровский. Рядом проходит железнодорожная линия Иваново — Москва. Улицы: Строительная, Сосновая, 70-лет Октября, Юбилейная, Садовая, Новая, Центральная, Зелёная, переулок Малый.

## История
В 1981 году указом Президиума Верховного Совета РСФСР поселок откормочного совхоза переименован в Липовая Роща.

## Население
| 2010 | 2013 |
| ---- | ---- |
| 1014 | ↘971 |

Население — 971 житель (2013). 129 домовладений. 352 мужчины и 619 женщин. Из них 328 пенсионеров.

## Инфраструктура
Сельский дом культуры, библиотека, почтовое отделение, средняя школа. Проведено теплоснабжение, электроснабжение, водоснабжение, канализация, телефонная линия.